# Mistrzostwa Oceanii w Rugby 7 Kobiet 2016
Mistrzostwa Oceanii w Rugby 7 Kobiet 2016 – ósme mistrzostwa Oceanii w rugby 7 kobiet, oficjalne międzynarodowe zawody rugby 7 o randze mistrzostw kontynentu organizowane przez Oceania Rugby mające na celu wyłonienie najlepszej żeńskiej reprezentacji narodowej w tej dyscyplinie sportu w Oceanii. Odbyły się wraz z turniejem męskim w dniach 11–12 listopada 2016 roku w Suvie.
Faworyzowany zespół mistrzyń olimpijskich sprostał oczekiwaniom i pokonał wszystkich rywali w sześciu meczach tracąc jedynie jedno przyłożenie. Zespół Papui-Nowej Gwinei zyskał natomiast awans do Australia Women’s Sevens 2017 oraz do turnieju kwalifikacyjnego kolejnego sezonu.

## Informacje ogólne
W rozegranym na ANZ Stadium w Suvie turnieju wzięło udział siedem reprezentacji, które rywalizowały w ramach jednej grupy systemem kołowym, a zespoły zostały rozstawione według wyników osiągniętych w sezonie 2015/2016 WSS oraz poprzednich mistrzostwach kontynentu. Stawką mistrzostw prócz medali było również prawo udziału w australijskim turnieju sezonu 2016/2017 World Rugby Women’s Sevens Series oraz jedno miejsce w kwalifikacjach do sezonu 2017/2018 dla najlepszej – nie licząc mających status core team Australii i Fidżi – drużyny tych zawodów.
Zawody były transmitowane w Internecie. Najtańsze jednodniowe wejściówki kosztowały 20, a dwudniowe 35 F$, z uwagi na niską frekwencję organizatorzy w drugim dniu znieśli opłaty.

## Faza grupowa
| 11 listopada 201610:00 | Fidżi | 52:0 | Papua-Nowa Gwinea | ANZ Stadium, Suva |
| 11 listopada 201610:00 |       | 52:0 |                   | ANZ Stadium, Suva |

| 11 listopada 201610:21 | Samoa | 0:33 | Wyspy Cooka | ANZ Stadium, Suva |
| 11 listopada 201610:21 |       | 0:33 |             | ANZ Stadium, Suva |

| 11 listopada 201610:42 | Australia | 54:0 | Wyspy Salomona | ANZ Stadium, Suva |
| 11 listopada 201610:42 |           | 54:0 |                | ANZ Stadium, Suva |

| 11 listopada 201612:27 | Papua-Nowa Gwinea | 12:5 | Wyspy Cooka | ANZ Stadium, Suva |
| 11 listopada 201612:27 |                   | 12:5 |             | ANZ Stadium, Suva |

| 11 listopada 201612:48 | Tonga | 21:0 | Wyspy Salomona | ANZ Stadium, Suva |
| 11 listopada 201612:48 |       | 21:0 |                | ANZ Stadium, Suva |

| 11 listopada 201613:09 | Fidżi | 28:5 | Samoa | ANZ Stadium, Suva |
| 11 listopada 201613:09 |       | 28:5 |       | ANZ Stadium, Suva |

| 11 listopada 201614:54 | Australia | 45:5 | Tonga | ANZ Stadium, Suva |
| 11 listopada 201614:54 |           | 45:5 |       | ANZ Stadium, Suva |

| 11 listopada 201615:15 | Wyspy Cooka | 57:0 | Wyspy Salomona | ANZ Stadium, Suva |
| 11 listopada 201615:15 |             | 57:0 |                | ANZ Stadium, Suva |

| 11 listopada 201615:36 | Samoa | 10:28 | Papua-Nowa Gwinea | ANZ Stadium, Suva |
| 11 listopada 201615:36 |       | 10:28 |                   | ANZ Stadium, Suva |

| 11 listopada 201617:21 | Fidżi | 38:0 | Tonga | ANZ Stadium, Suva |
| 11 listopada 201617:21 |       | 38:0 |       | ANZ Stadium, Suva |

| 11 listopada 201617:42 | Australia | 43:0 | Wyspy Cooka | ANZ Stadium, Suva |
| 11 listopada 201617:42 |           | 43:0 |             | ANZ Stadium, Suva |

| 11 listopada 201618:03 | Papua-Nowa Gwinea | 45:0 | Wyspy Salomona | ANZ Stadium, Suva |
| 11 listopada 201618:03 |                   | 45:0 |                | ANZ Stadium, Suva |

| 12 listopada 201612:24 | Papua-Nowa Gwinea | 31:0 | Tonga | ANZ Stadium, Suva |
| 12 listopada 201612:24 |                   | 31:0 |       | ANZ Stadium, Suva |

| 12 listopada 201612:45 | Australia | 46:0 | Samoa | ANZ Stadium, Suva |
| 12 listopada 201612:45 |           | 46:0 |       | ANZ Stadium, Suva |

| 12 listopada 201613:06 | Fidżi | 66:0 | Wyspy Salomona | ANZ Stadium, Suva |
| 12 listopada 201613:06 |       | 66:0 |                | ANZ Stadium, Suva |

| 12 listopada 201615:16 | Samoa | 14:7 | Tonga | ANZ Stadium, Suva |
| 12 listopada 201615:16 |       | 14:7 |       | ANZ Stadium, Suva |

| 12 listopada 201615:37 | Fidżi | 45:0 | Wyspy Cooka | ANZ Stadium, Suva |
| 12 listopada 201615:37 |       | 45:0 |             | ANZ Stadium, Suva |

| 12 listopada 201615:58 | Australia | 39:0 | Papua-Nowa Gwinea | ANZ Stadium, Suva |
| 12 listopada 201615:58 |           | 39:0 |                   | ANZ Stadium, Suva |

| 12 listopada 201617:22 | Wyspy Cooka | 27:0 | Tonga | ANZ Stadium, Suva |
| 12 listopada 201617:22 |             | 27:0 |       | ANZ Stadium, Suva |

| 12 listopada 201617:43 | Samoa | 41:0 | Wyspy Salomona | ANZ Stadium, Suva |
| 12 listopada 201617:43 |       | 41:0 |                | ANZ Stadium, Suva |

| 12 listopada 201618:40 | Fidżi | 0:31 | Australia | ANZ Stadium, Suva |
| 12 listopada 201618:40 |       | 0:31 |           | ANZ Stadium, Suva |